# Залуське-Косьцельне
Залуське-Косьцельне (пол. Załuskie Kościelne) — село в Польщі, у гміні Бранськ Більського повіту Підляського воєводства.
Населення — 136 осіб (2011).
У 1975-1998 роках село належало до Білостоцького воєводства.

## Демографія
Демографічна структура станом на 31 березня 2011 року:
|          | Загалом | Допрацездатний вік | Працездатний вік | Постпрацездатний вік |
| -------- | ------- | ------------------ | ---------------- | -------------------- |
| Чоловіки | 69      | 14                 | 46               | 9                    |
| Жінки    | 67      | 16                 | 30               | 21                   |
| Разом    | 136     | 30                 | 76               | 30                   |